# Gonomyia (Leiponeura) borburatana
Gonomyia (Leiponeura) borburatana is een tweevleugelige uit de familie steltmuggen (Limoniidae). De soort komt voor in het Neotropisch gebied.